# Фукусима (город)
Фуку́сима (яп. 福島市 Фукусима-си) — Центральный город в Японии и административный центр префектуры Фукусима. Площадь города составляет 767,74 км², население — 283 090 человек (1 августа 2014), плотность населения — 368,73 чел./км².
Название «Фукусима» можно перевести как «остров счастья» (福 фуку — «счастье», 島 сима — «остров»).
Сегодняшний город Фукусима частично состоит из большей части уездов Синобу, Дате и Адати.
В Фукусиме расположено много онсэнов на окраине города, в том числе курортные Иидзака онсэн, Такаю онсэн и Цутию онсэн. В городе также расположен Фукусимский ипподром, который является единственным ипподромом в регионе Тохоку.

## Географическое положение
Город Фукусима расположен на северо-востоке острова Хонсю в Японии, на реке Абукума. Расстояние до Токио — 287 км. Соседние префектуры — Ямагата и Мияги.

## История
Первоначально Фукусима носила название Синобу-но-сато — деревня Синобу. В XII веке был построен Фукусимский замок (до наших дней не сохранился), и вокруг замка постепенно возник город.
В период Эдо Фукусима получила известность благодаря производству шёлка.
После реставрации Мэйдзи Фукусима стала административным центром префектуры, а банк Японии открыл там свой офис, став первым национальным банком в регионе Тохоку.
Фукусима получила права города 1 апреля 1907 года.
- Река Аракава, протекающая через город
- Вид на город
- Плотина Сурикамигава, завершена 25 сентября 2005 года

## Климат
В Фукусиме умеренный муссонный климат с прохладной зимой и жарким влажным летом.
| Показатель                                                            | Янв. | Фев.  | Март  | Апр. | Май  | Июнь  | Июль  | Авг.  | Сен.  | Окт.  | Нояб. | Дек.  | Год   |
| --------------------------------------------------------------------- | ---- | ----- | ----- | ---- | ---- | ----- | ----- | ----- | ----- | ----- | ----- | ----- | ----- |
| Абсолютный максимум, °C                                               | 18,1 | 21,3  | 25,1  | 32,2 | 35,0 | 36,7  | 39,0  | 39,1  | 37,3  | 30,3  | 26,0  | 22,4  | 39,1  |
| Средний максимум, °C                                                  | 5,5  | 6,5   | 10,4  | 17,4 | 22,5 | 25,2  | 28,3  | 30,4  | 25,6  | 20,0  | 14,1  | 8,7   | 17,9  |
| Средняя температура, °C                                               | 1,6  | 2,2   | 5,3   | 11,5 | 16,6 | 20,1  | 23,6  | 25,4  | 21,1  | 15,1  | 9,2   | 4,4   | 13,0  |
| Средний минимум, °C                                                   | −1,8 | −1,5  | 0,9   | 6,2  | 11,5 | 16,1  | 20,1  | 21,8  | 17,6  | 11,0  | 4,8   | 0,7   | 8,9   |
| Абсолютный минимум, °C                                                | −15  | −18,5 | −12,9 | −5,5 | −1,2 | 3,8   | 9,1   | 9,8   | 4,8   | −1,7  | −5,8  | −13,5 | −18,5 |
| Норма осадков, мм                                                     | 49,4 | 44,3  | 75,6  | 81,0 | 92,6 | 122,1 | 160,4 | 154,0 | 160,3 | 119,1 | 65,5  | 41,8  | 1166  |
| Источник: Японское метеорологическое агентство По годам World Climate |      |       |       |      |      |       |       |       |       |       |       |       |       |

## Население
Население города составляет 283 090 человек (1 августа 2014), а плотность — 368,73 чел./км². Изменение численности населения с 1980 по 2005 годы:
| 1980 | 270 487 чел. |  |
| 1985 | 278 229 чел. |  |
| 1990 | 284 768 чел. |  |
| 1995 | 292 696 чел. |  |
| 2000 | 297 894 чел. |  |
| 2005 | 297 357 чел. |  |

## Экономика и промышленность
Производство химических волокон, оборудования и продуктов питания.
- 275-метровый инзельберг Синобу, 2008 год
- Новое здание мэрии Фукусимы открылось 4 января 2011 года